# Propithex alternata
Propithex alternata là một loài bướm đêm trong họ Geometridae.